# UAEツアー
UAEツアー（英: UAE Tour）は、アラブ首長国連邦で行われる自転車ロードレースのステージレース。

## 概要
2019年に、それまでアブダビで行われていたアブダビ・ツアーとドバイ首長国で行われていたドバイ・ツアーが合併し誕生した。
2020年の大会は全7ステージが予定されていたが、新型コロナウイルスの影響により前倒しで終了。第5ステージが終わった時点での結果が最終成績となった。

## 歴代優勝者
| 年   | 優勝                           | 準優勝                   | 3位                    |
| ---- | ------------------------------ | ------------------------ | ---------------------- |
| 2019 | プリモシュ・ログリッチ         | アレハンドロ・バルベルデ | ダヴィド・ゴデュ       |
| 2020 | アダム・イェーツ               | タデイ・ポガチャル       | アレクセイ・ルツェンコ |
| 2021 | タデイ・ポガチャル             | アダム・イェーツ         | ジョアン・アルメイダ   |
| 2022 | タデイ・ポガチャル             | アダム・イェーツ         | ペリョ・ビルバオ       |
| 2023 | レムコ・エヴェネプール         | ルーク・プラップ         | アダム・イェーツ       |
| 2024 | レナルト・ヴァン・イートベルト | ベン・オコナー           | ペリョ・ビルバオ       |
| 2025 | タデイ・ポガチャル             | ジュリオ・チッコーネ     | ペリョ・ビルバオ       |